# ミズオジギソウ属

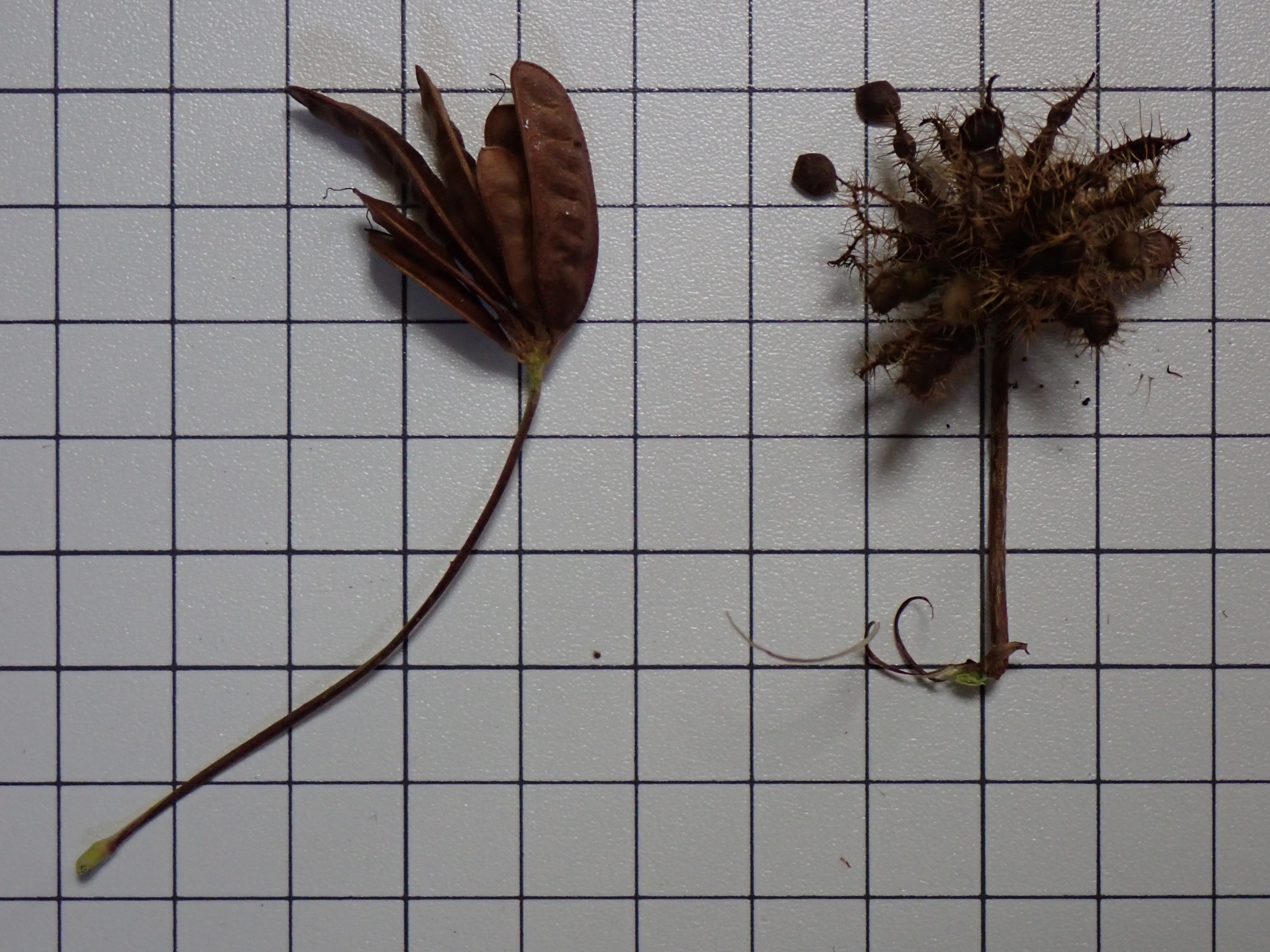
オカミズオジギソウの豆果（左）とオジギソウ（右）の節果の比較：オカミズオジギソウの豆果は毛が少なく、種子１個毎の断片には分かれていない

ミズオジギソウ属（Neptunia）はマメ科ジャケツイバラ亜科の多年生草本または木本からなる属。属名はローマ神話の海神ネプトゥーヌスを意味する。
かつて旧ネムノキ亜科に含まれていたが、ジャケツイバラ亜科の再編に伴い、本属を含むネムノキ亜科はMimosoid cladeとして新しいジャケツイバラ亜科内に含まれるようになった。

## 特徴
水生のほか、陸生の種もある。黄色い花が多数集まり頭状花序または円柱状穂状花序を形成する。オジギソウのような2回羽状複葉を持つが、茎に刺は無く、花が5数性であり、豆果が種子１個を含む断片に分かれないこと等でオジギソウ属と区別される。

## 分布
世界の熱帯・亜熱帯域に広く分布。

## 下位分類群
2024年現在、22種が記載されている。日本国内には頭状花序をもつ2種が導入・帰化。
- N. oleracea ミズオジギソウ 水生。ミズオジギソウ属のタイプ種。新旧大陸の熱帯域原産で、日本国内では温室で栽培される
- N. pubescens オカミズオジギソウ 陸生。熱帯アメリカ原産で沖縄に帰化

## 利用
ミズオジギソウは東南アジアで野菜として利用されるほか、葉を触るとオジギソウのようにゆっくり閉じることから、観賞用としても栽培される。陸生のオカミズオジギソウも葉に触れるとゆっくり閉じる。